# Ваешев
Ваешев (Вайейшев) (ивр. וישב‎ — «И поселился») — одна из 54 недельных глав — отрывков, на которые разбит текст Пятикнижия (Хумаша). Девятая по счету глава Торы — расположена в первой книге «Брейшит». Своё название, как и все главы, получила по первым значимым словам текста (ваешев Яаков — «И поселился Яаков…»). В состав главы входят стихи (ивр., мн. ч. — псуким) с 37:1 по 40:23.

## Краткое содержание главы

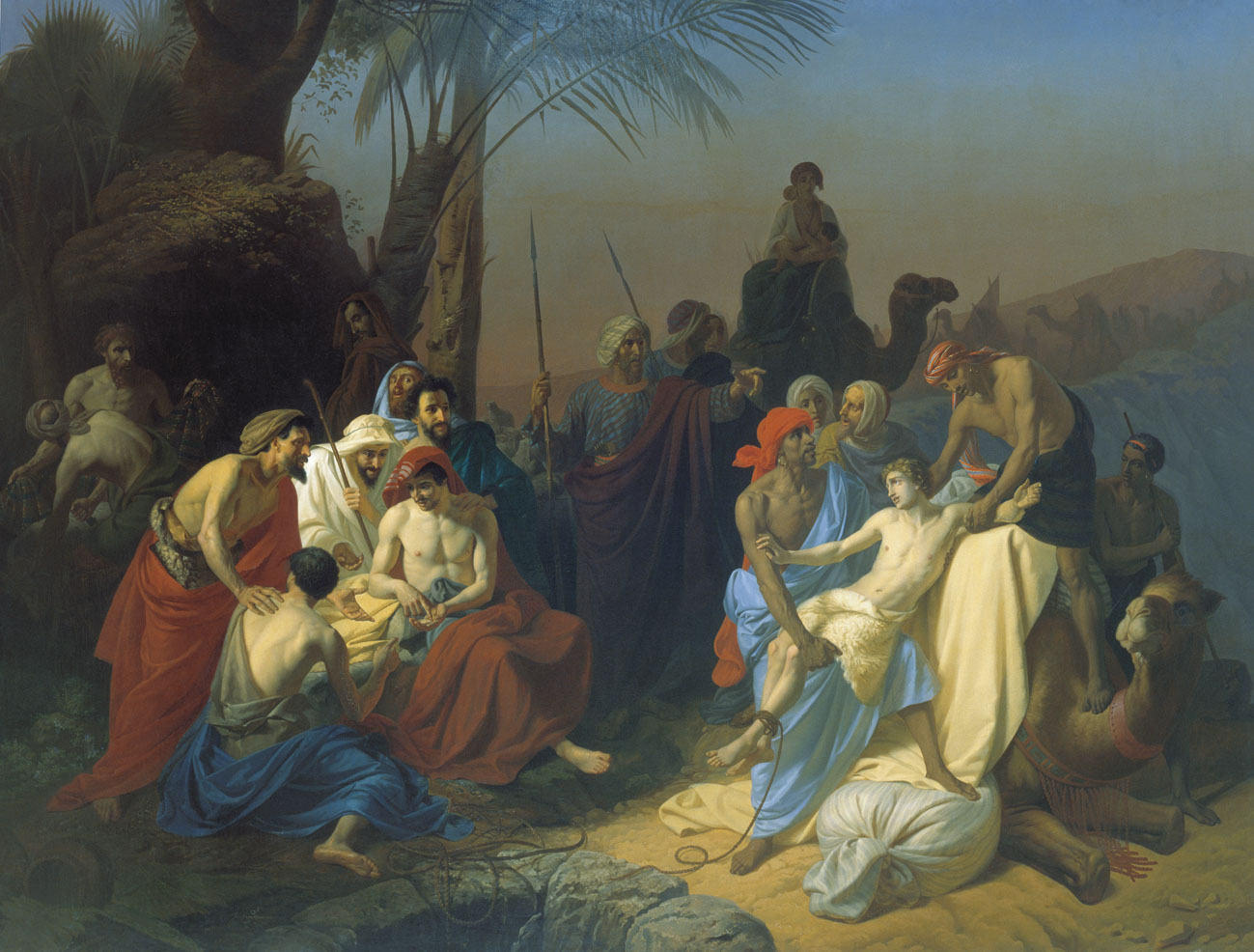
Константин Флавицкий. «Дети Иакова продают своего брата Иосифа» (1855)

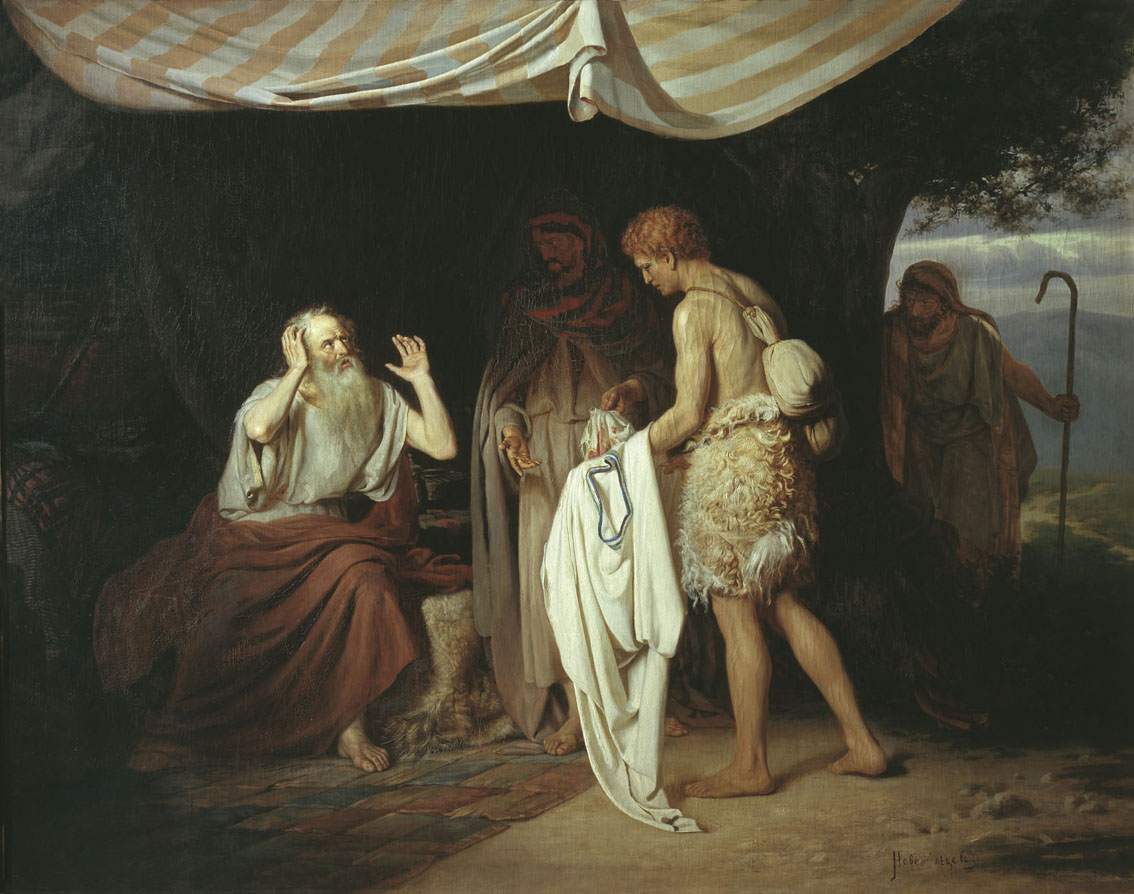
Александр Новоскольцев. «Иаков узнаёт одежды Иосифа» (1880)

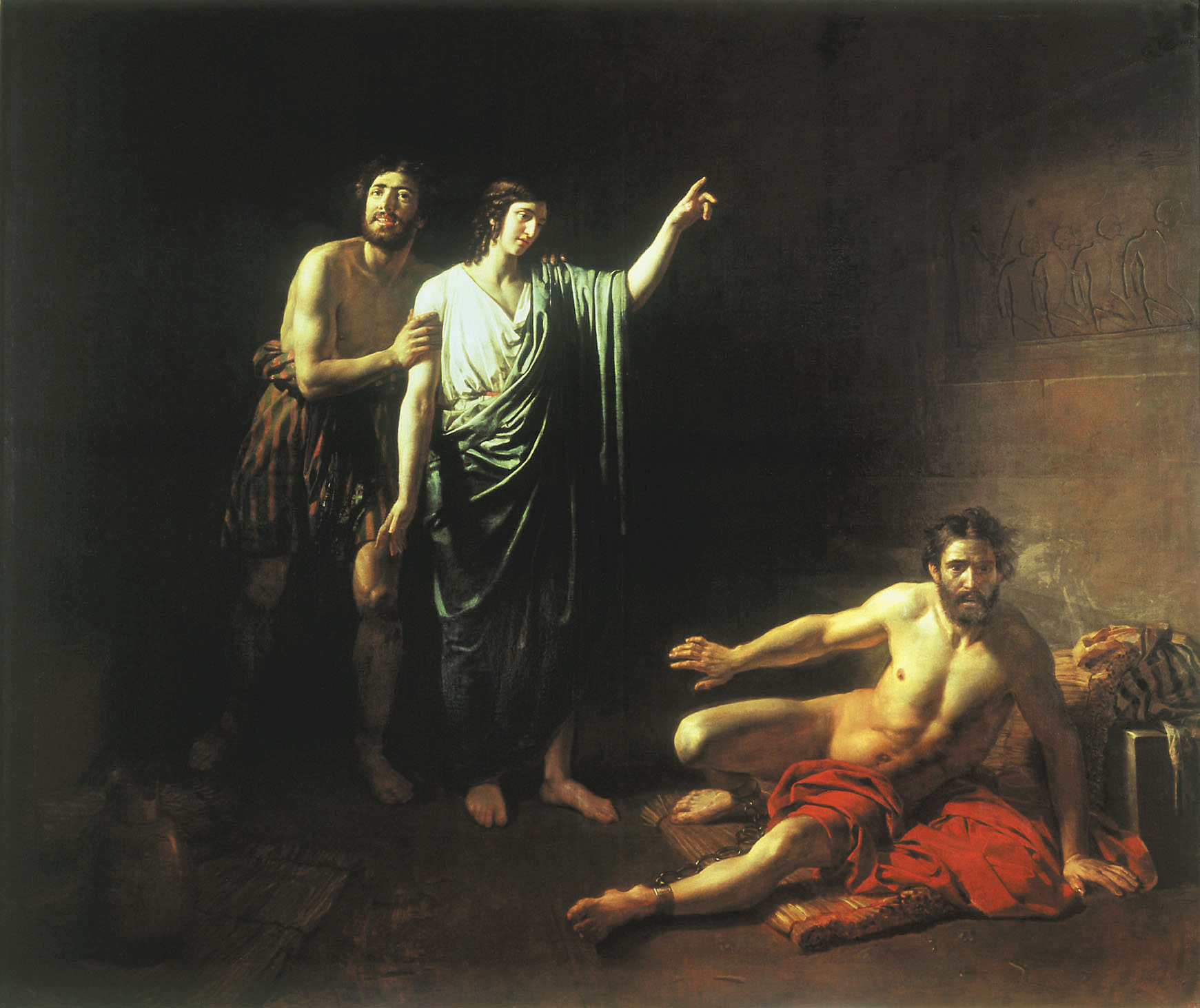
Александр Иванов. "Иосиф, толкующий сны заключённым с ним в темнице виночерпию и хлебодару» (1827)

Иаков вместе с двенадцатью сыновьями поселяется в Хевроне. Его любимцем становится Йосеф, которому старшие братья завидуют, из-за предпочтения, которое ему оказывает отец, и особых знаков отцовской любви, как, например, подаренная Йосефу многоцветная рубашка. Йосеф рассказывает братьям два увиденных им сна, в которых предсказывается, что в будущем он воцарится над ними. Это ещё больше распаляет их ненависть к нему.
Шимон и Леви замышляют убить Йосефа, но Реувен советует бросить его в яму, намереваясь позже вернуться и спасти его. Пока Йосеф сидит в яме, Йеуда предлагает братьям вместо того, чтобы убить, продать его проходящим мимо ишмаэльтянам. Испачкав рубашку Йосефа в крови козленка, братья показывают её Яакову, чтобы тот поверил, что его любимого сына сожрал дикий зверь (о продаже Йосефа читайте в стихах 37:1-37:36).
Йеуда женится, и у него рождаются три сына. Старший, Эр, умирает молодым и бездетным и его жена Тамар сочетается левиратным браком с его братом Онаном. Онан грешит, впустую изливая семя, и тоже умирает. Йеуда не хочет, чтобы его младший сын женился на Тамар, и под благовидным предлогом отсылает её. Однако, Тамар, желая, чтобы её дети во что бы то ни стало были потомками Йеуды, переодевается блудницей и отдает себя [Йеуде. Когда Йеуда узнает, что его невестка беременна, он распоряжается, чтобы её казнили, так как она согрешила прелюбодеянием, будучи посвященной его младшему сыну. Но когда Тамар предъявляет вещи, оставленные им у неё в качестве залога за будущую плату, он осознает, что она беременна от него, и публично это признаёт. Тамар рождает двух сыновей: Переца (предка царя Давида) и Зераха (история Йеѓуды и Тамар изложена в стихах 38:1-38:30).
Йосефа приводят в Египет и продают Потифару, царедворцу фараона. Б-г благословляет его во всем, что он делает, и вскоре Йосеф становится управляющим в доме своего господина. Жена Потифара влюбляется в прекрасного юношу, но когда Йосеф отвергает её домогания, она говорит мужу, что «раб-еврей» пытался её изнасиловать, и добивается того, что Йосефа бросают в тюрьму. Там он добивается уважения и доверия со стороны главного тюремщика, который делает Йосефа управляющим в тюрьме.
В заточении Йосеф встречает двух царедворцев фараона, брошенных в темницу за оскорбление господина: главного виночерпия и главного пекаря. Оба обеспокоены приснившимися им снами, которые Йосеф истолковывает: через три дня виночерпий будет освобождён, а пекарь повешен. Йосеф просит виночерпия замолвить за него слово перед фараоном. Истолкование Йосефа сбывается, но виночерпий забывает про Йосефа (о жизни Йосефа у Потифара и в тюрьме рассказано в стихах 39:1-40:23).

## Дополнительные факты
Глава разделена на семь отрывков (на иврите — алиёт), которые прочитываются в каждый из дней недели, с тем, чтобы в течение недели прочесть всю главу
- В воскресенье читают псуким с 37:1 по 37:11
- В понедельник читают псуким с 37:12 по 37:22
- Во вторник читают псуким с 37:23 по 37:36
- В среду читают псуким с 38:1 по 38:30
- В четверг читают псуким с 39:1 по 39:6
- В пятницу читают псуким с 39:7 по 39:23
- В субботу читают псуким с 40:1 по 40:23

В понедельник и четверг во время утренней молитвы в синагогах публично читают отрывки из соответствующей недельной главы. Для главы «Ваешев» это псуким с 37:1 до 37:11
В субботу, после недельной главы читается дополнительный отрывок из Танаха (из раздела "Пророки" - "Невиим") — афтара — отрывок из книги пророка Амоса (псуким 2:6-3:8).